# Дифференциальная геометрия многообразий фигур
Дифференциа́льная геоме́трия многообра́зий фигу́р (англ. differential geometry of shape manifolds) — раздел дифференциальной геометрии, который изучает многообразия, образующие элементы которых не точки исходного пространства, а различные фигуры этого пространства (линии, поверхности и так далее). Такие многообразия называются многообразиями фигур.
Геометров давно интересовала проблема описания многообразий фигур, но до создания:
- тензорного исчисления,
- метода внешних форм Эли Картана,
- метода подвижного репера Эли Картана,
- теоретико-группового метода продолжений и охватов Г. Ф. Лаптева[5]

не существовало общего подхода к решению этой проблемы.
Наиболее важные разделы дифференциальной геометрии многообразий фигур следующие:
- многообразия коник и квадрик в многомерных и трёхмерных евклидовом, аффинном и проективном пространствах;
- многообразия окружностей и сфер в евклидовом и конформном пространствах.

В России с 1970 года выходит журнал Дифференциальная геометрия многообразий фигур на русском и английском языках.

## Историческая справка
В прошлом, как в конце XIX века, так и в первой половине XX века, дифференциальная геометрия многообразий фигур (тогда называлась дифференциальной геометрией семейств линий и поверхностей) развивалась в основном внутри классической геометрии. На начальном этапе рассматривались только семейства простейших линий и поверхностей (обычно в евклидовом, аффинном и проективном пространствах):
- точек, прямых и плоскостей,
- окружностей и сфер,
- коник и квадрик.

Не только в трёхмерных пространствах исследовались семейства алгебраических линий и поверхностей. В многомерных пространствах с помощью инвариантного теоретико-группового метода Г. Ф. Лаптева изучались многообразия следующих элементов:
- квадратичных,
- плоских алгебраических.

Первоначальные исследования многообразий конкретных типов фигур привели к необходимости более детального рассмотрения самих образующих элементов — фигур. Это дало возможность получить принципиально новые результаты в теории дифференциально-геометрических объектов.

## Формальное определение многообразия фигур
Пусть {\displaystyle E_{n}} — однородное {\displaystyle n}-мерное пространство и {\displaystyle F} — фигура
этого пространства ранга {\displaystyle N}. Тогда {\displaystyle m}-мерное многообразие {\displaystyle {\mathfrak {M}}_{m}} фигур {\displaystyle F} — это {\displaystyle m}-параметрическое семейство (совокупность) фигур {\displaystyle F~(m<N)}. Если {\displaystyle \Omega ^{I}~(I,J,K=1,\dots ,N)} — внешние структурные формы, то есть левые части уравнений инвариантности (стационарности) фигуры {\displaystyle F}, то замкнутую систему пфаффовых уравнений, определяющих многообразие {\displaystyle {\mathfrak {M}}_{m}}, можно представить в следующем виде:
{\displaystyle \Omega ^{a}=\lambda _{i}^{a}\Omega ^{i},\Delta \lambda _{i}^{a}\wedge \Omega ^{i}=0}
{\displaystyle (i,j,k=1,2,\dots ,m;a,b,c=m+1,m+2,\dots ,N),}
где {\displaystyle \Delta \lambda _{i}^{a}} — формы Пфаффа, возникающие при замыкании пфаффовых уравнений системы {\displaystyle \Omega ^{a}=\lambda _{i}^{a}\Omega ^{i}}, причём
{\displaystyle \Omega ^{1}\wedge \Omega ^{2}\wedge \dots \wedge \Omega ^{m}\neq 0.}
Осуществляя последовательные продолжения этой дифференциальной системы на производные следующих порядков:
- получают последовательность фундаментальных объектов многообразия {\displaystyle {\mathfrak {M}}_{m}};
- выделяют из неё основной объект, однократное продолжение которого определяет многообразие {\displaystyle {\mathfrak {M}}_{m}} с точностью до преобразований фундаментальной группы {\displaystyle G_{r}} однородного пространства {\displaystyle E_{n}};
- осуществляют инвариантное построение дифференциальной геометрии многообразия, то есть строят различные геометрические объекты, охватываемые основным объектом[3][4].

Изучая многообразия фигур, целесообразно использовать также параметрические уравнения
{\displaystyle \Omega ^{I}=\lambda _{i}^{I}\theta ^{i},}
где {\displaystyle \theta ^{i}} — параметрические формы. Тогда фундаментальные объекты многообразия фигур рассматриваются относительно
произведения двух групп:
- исходной фундаментальной группы {\displaystyle G_{r}} однородного пространства {\displaystyle E_{n}};
- линейной дифференциальной группы соответствующего порядка в пространстве параметров.

Изучение дифференциальной геометрии многообразий фигур однородного пространства {\displaystyle E_{n}} полностью включается в исследование геометрии оснащенного многообразия Л. С. Понтрягина {\displaystyle G_{r}}-структуры с базой {\displaystyle \{\theta ^{i}\}}.
Квадратичные (двумерные) конусы и их сечения — коники в трёхмерном пространстве образуют восьмимерное пространство, квадрики — девятимерное пространство, что обеспечивает широкий диапазон размерностей многообразий указанного типа. Семейства коник, например, могут зависеть от одного до семи (на единицу меньше восьми) параметров.

## Многообразия фигур в трёхмерном пространстве

### Однопараметрические многообразия коник
Простейшими многообразиями с нелинейными образующими элементами являются многообразия коник. Со всяким одномерным, то есть однопараметрическим, многообразием {\displaystyle C_{1}^{2}} коник в трёхмерном пространстве (евклидовом, аффинном или проективном) ассоциируется торс, являющийся огибающей поверхностью плоскостей коник. Многообразие {\displaystyle C_{1}^{2}} называется фокальным или нефокальным в зависимости от того, касается образующая коники торса или нет.

### Конгруэнции коник
Конгруэнция коник, то есть их двупараметрическое (двумерное) многообразие, в трёхмерном пространстве имеет в общем случае шесть фокальных поверхностей и шесть фокальных семейств. Все коники конгруэнции касаются этих поверхностей. Конгруэнции коник {\displaystyle C_{0}} с неопределенными фокальными семействами (всякие две смежные коники которой пересекаются с точностью до 2-го порядка малости) характеризуются принадлежностью всех коник конгруэнции некоторой одной квадрике.
Конгруэнции коник, плоскости которых образуют однопараметрическое семейство, имеют одно счетверённое фокальное семейство, которому соответствуют четыре фокальные точки пересечения двух смежных коник, принадлежащих одной плоскости. Две другие фокальные точки являются точками пересечения коники с характеристикой её плоскости.

### Конгруэнции квадрик
Конгруэнция {\displaystyle K_{2}} квадрик в трёхмерном проективном пространстве {\displaystyle P_{3}} имеет в общем случае восемь фокальных поверхностей, которых касаются все квадрики конгруэнции. Точка квадрики {\displaystyle F=0} конгруэнции {\displaystyle K_{2}}, определяемая вдоль любого направления системой уравнений
{\displaystyle F=0,dF=0,d^{2}F=0,\ldots ,d^{m}F=0,}
называется её фокальной точкой порядка {\displaystyle m}. Фокальная точка 2-го порядка является четырёхкратной точкой 1-го порядка; фокальная точка 3-го порядка является фокальной точкой любого порядка {\displaystyle m>3}.

### Комплексы коник
На каждой конике {\displaystyle C} трёхпараметрического (трёхмерного) многообразия коник, то есть комплекса коник, существуют в общем случае шесть инвариантных (неподвижных) точек, которые называются {\displaystyle t}-фокальными точками коники. Для каждой коники {\displaystyle C} комплекса коник, плоскости которого образуют двупараметрическое семейство, однозначно определяется некоторая другая коника {\displaystyle C^{*}}, проходящая через характеристическую точку плоскости коники {\displaystyle C} и четыре точки пересечения коники со смежной коникой той же плоскости (эти четыре точки суть (характеристические точки коники {\displaystyle C}). Геометрические свойства многопараметрических семейств коник существенно зависят от числа параметров, характеризующих плоскости коник таких семейств.

## Многообразия фигур вn-мерном пространстве

### Многообразия (h,m,n)²
Непосредственное обобщение коники в трёхмерном проективном пространстве {\displaystyle P_{3}} — квадратичный элемент, то есть {\displaystyle (n-2)}-мерная невырожденная квадрика в {\displaystyle P_{n}} при {\displaystyle n>3}. Многообразием {\displaystyle (h,m,n)^{2}} в пространстве {\displaystyle P_{n}} называется {\displaystyle m}-параметрическое семейство квадратичных элементов, гиперплоскости которых образуют {\displaystyle h}-параметрическое семейство. Многообразия {\displaystyle (h,h,3)^{2}}, где {\displaystyle h=1,2,3,} суть наиболее общие соответственно однопараметрические семейства, конгруэнции и комплексы коник в {\displaystyle P_{3}}.

### Многообразия (h,h,n)²
С каждым локальным квадратичным элементом многообразия {\displaystyle (h,h,n)^{2}} при {\displaystyle h<n} ассоциируется {\displaystyle (n-h-1)}-мерное характеристическое подпространство и {\displaystyle (h-1)}-мерное полярное подпространство. Рангом многообразия {\displaystyle (h,h,n)^{2}} называется число {\displaystyle R}, равное {\displaystyle n-h-1-\nu }, где {\displaystyle \nu } — размерность подпространства, по которому характеристическое подпространство пересекается с его полярным пространством.

### Многообразия (n,n,n)²
Дифференциальную геометрию многообразия {\displaystyle (n,n,n)^{2}} можно рассматривать как геометрию некоторой регулярной гиперповерхности {\displaystyle n+1}-мерного тангенциального центропроективного пространства {\displaystyle P_{0}^{n+1}}, в котором исходное {\displaystyle n}-мерное пространство играет роль неподвижной точки.